# Geomeccanica

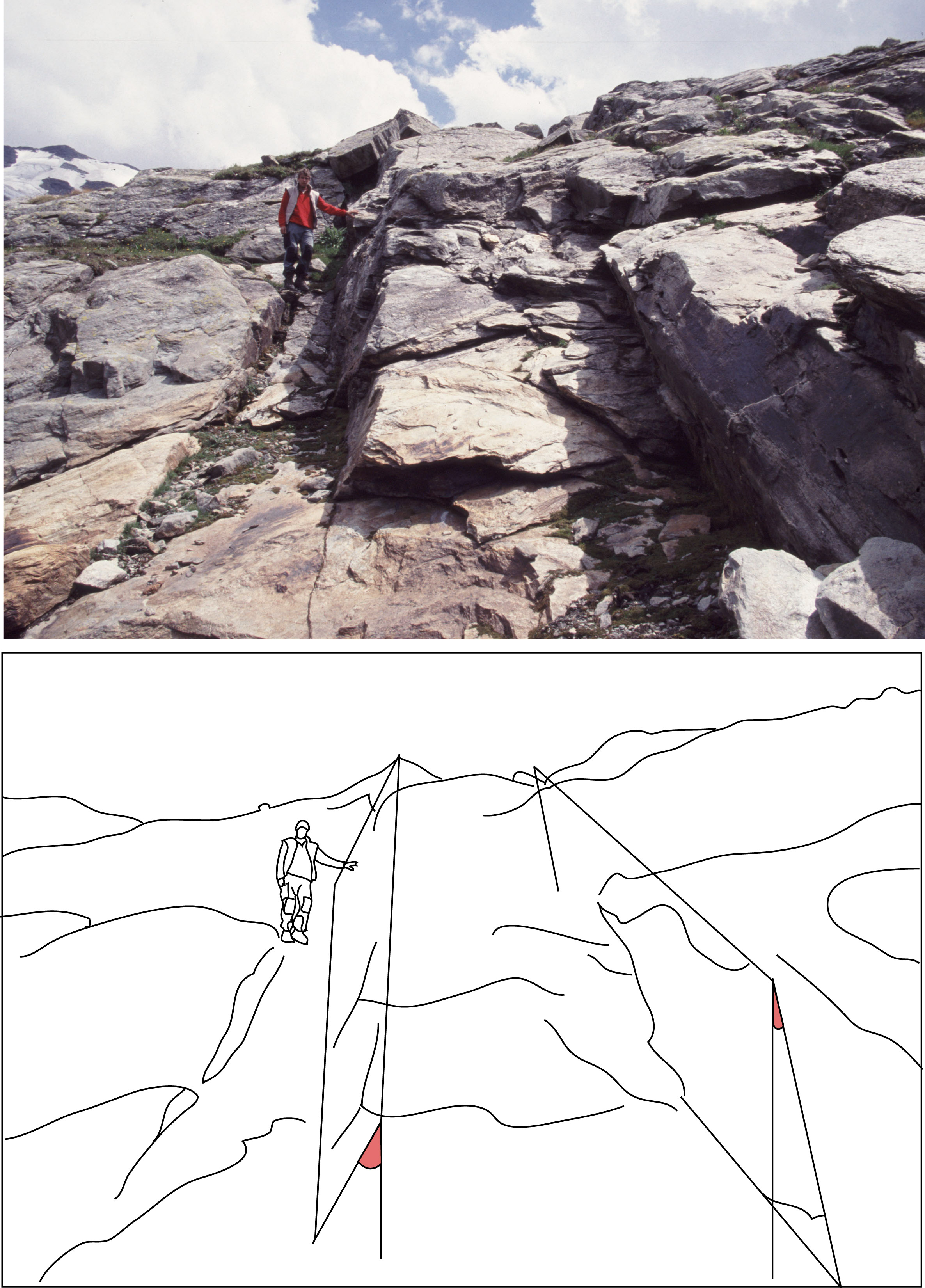
Ammasso roccioso fratturato

Con il termine geomeccanica si intende l'insieme integrato di quelle discipline attinenti alla geologia, all'ingegneria civile e alla geofisica, che studia le condizioni di stabilità, deformazione e resistenza di ammassi rocciosi.
La geomeccanica viene distinta dalla geotecnica in quanto quest'ultima si occupa principalmente dei terreni non consolidati, tuttavia in alcuni casi, le caratteristiche geologiche della località di intervento, richiedono l'integrazione delle due discipline per l'avanzamento e il completamento di progetti costruttivi.
La geomeccanica può essere suddivisa in geomeccanica di superficie e geomeccanica applicata al sottosuolo

## Geomeccanica di superficie
Questa branca si occupa prevalentemente di:
- Stabilità di versanti rocciosi e crolli rocciosi
- Stabilità di gallerie stradali e ferroviarie
- Caratterizzazione di ammassi rocciosi, ossia di ammassi di blocchi di roccia separati da superfici o giunti di discontinuità e definizione dei loro fattori di sicurezza
- Caratteristiche e stabilità di rocce deputate a fungere da fondazione per importanti opere edili come spalle di una diga, piloni di ponti

Bibliografia: 
Cortemiglia G.C., Marchese F., Pedemonte S., Rossi F.M., "Alcune valutazioni applicative sull'utilizzo delle classificazioni geomeccaniche", Geologia Tecnica & Ambientale, n. 2, 1996; 
Alfani M., Nosengo S., Pedemonte S., "Le classificazioni geomeccaniche SRC di Gonzalez De Vallejo (1983) e SMR di Romana (1991): considerazioni e proposte", PG: Professione Geologo, n. 3, 1994.

## Geomeccanica applicata al sottosuolo
Questa branca, prevalentemente sviluppata nell'ambito della ricerca petrolifera, investiga prevalentemente le proprietà geomeccaniche delle rocce attraversate (o che saranno attraversate) dalla perforazione di un pozzo, allo scopo di:

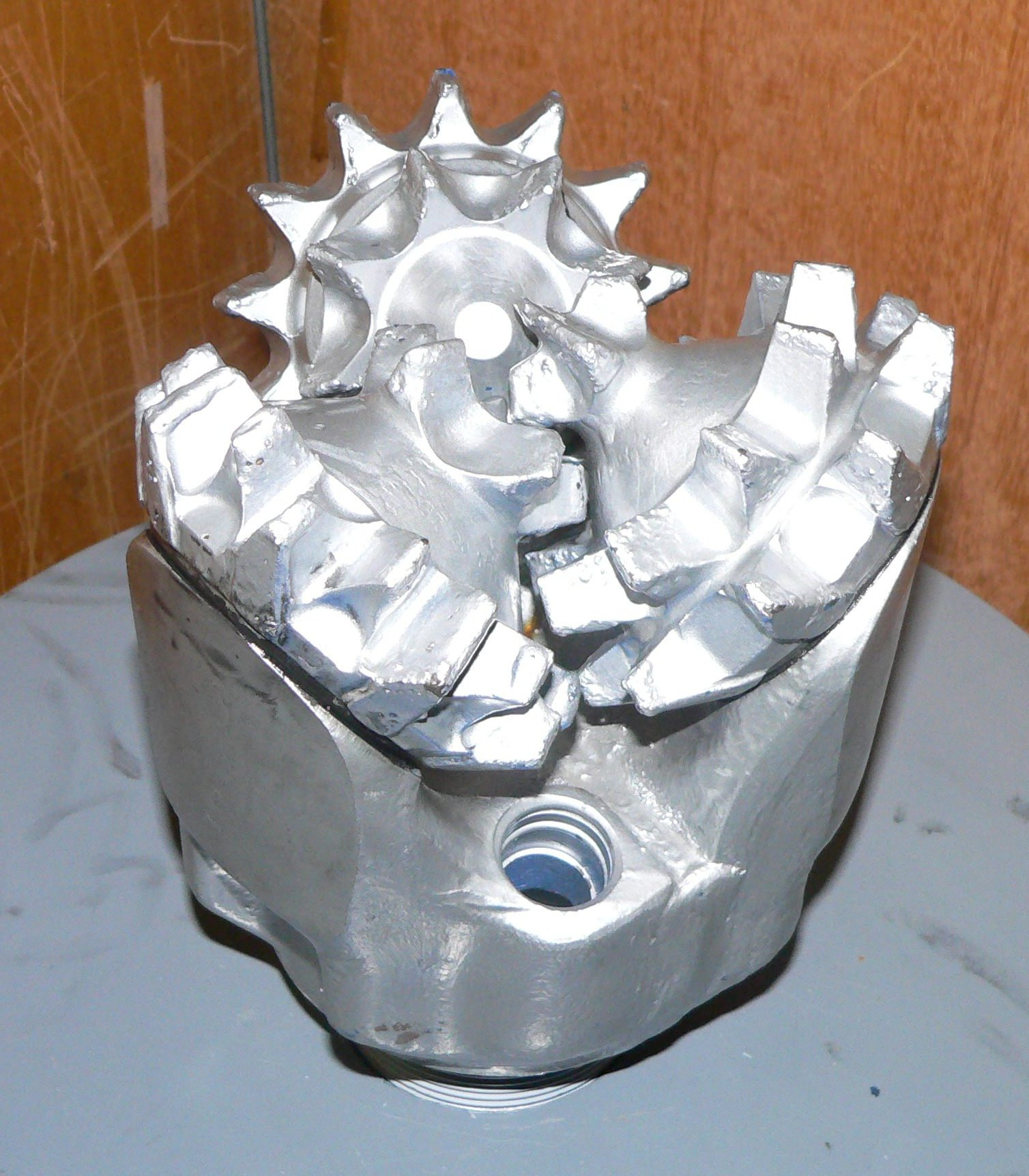
scalpello di perforazione a denti

- Determinare la direzione del campo di stress esistente nel sottosuolo e quantificarlo
- Fornire indicazioni sulla finestra dei valori ottimali di densità del fango da utilizzare durante la perforazione sia per evitare il franamento delle pareti del foro che la fratturazione involontaria delle pareti di roccia circondante il foro stesso
- Indicare la direzione ed il migliore profilo di perforazione di un pozzo per garantirne la stabilità
- Stimare la possibilità di produzione di sabbia, associata a quella di idrocarburi, durante la vita produttiva di un pozzo, allo scopo di prevenirla
- Fornire i valori di pressione di fratturazione da utilizzare in caso di stimolazione meccanica del pozzo
- Determinare le caratteristiche ottimali dello scalpello di perforazione da utilizzare